# الجزري
بَدِيعُ الزَّمَانِ أَبُو اَلْعِزِّ بْنُ إسْمَاعِيلَ بْنِ الرَّزَّازِ الجَزَرِيّ المعروف بـ الجَزَرِيّ (1136-1206) عالم مسلم عربي يعتبر من أعظم المهندسين والميكانيكين والمخترعين في التاريخ. يُعزى لهُ أختراع ساعة الفيل، ويُصف بأنه "أبو علم الروبوتات" والهندسة الحديثة.
ولد الجزري في منطقة جزيرة ابن عمر التي تقع اليوم في الأقاليم السورية الشمالية على نهر دجلة، ثم عمل كرئيس المهندسين في ديار بكر (آمد) شمال الجزيرة الفراتية. حظي الجزري برعاية حكام ديار بكر من بني أرتق، ودخل في خدمة ملوكهم لمدة خمس وعشرين سنة، وذلك ابتداء من سنة 570هـ/1174م، فأصبح كبير مهندسي الميكانيكا في البلاط. صمم الجزري آلات كثيرة ذات أهمية كبيرة كثير منها لم يكن معروفا في أي مكان في العالم من قبل. من آلاته: آلات رفع الماء وساعات مائية ذات نظام تنبيه ذاتي وصمامات تحويل وأنظمة تحكم ذاتي وكثير غيرها شرحها في مؤلفه الرائع المزود برسومات توضيحية الذي أسماه «اَلْجَامِع بَيْنَ اَلْعَلَمِ وَالْعَمَلِ اَلنَّافِعِ فِي صِنَاعَةِ اَلْحِيَلِ».

## حياته
توجد معلومات السيرة الذاتية الوحيدة المعروفة عنه في كتابه الشهير «اَلْجَامِع بَيْنَ اَلْعَلَمِ وَالْعَمَلِ اَلنَّافِعِ فِي صِنَاعَةِ اَلْحِيَلِ».
اعتُبر الجزري مهندسًا عمليًا أكثر من كونه مخترع، حيث بدا أنه مهتم بالحرفية اللازمة لصنع الأجهزة أكثر من التكنولوجيا التي تكمن خلفها، وتكونت آلاته عادة عن طريق التجربة والخطأ بدلًا من الحساب النظري. يبدو أن كتابه عن الأجهزة الميكانيكية المبتكرة قد حظي بشعبية كبيرة كما يظهر في عدد كبير من نسخ المخطوطة، وكما يوضح مرارًا وتكرارًا، فهو يصف فقط الأجهزة التي قام بصنعها بنفسه.
كانت بعض أجهزته مستوحاة من الأجهزة السابقة، مثل واحدة من الساعات المائية الضخمة والتي كانت تستند إلى ساعات أرخميدس الزائفة، كما يستشهد بتأثير بني موسى على مصادره، والصاغاني لتصميم ساعة شمعية، وهبة الله بن الحسين (المتوفى 1139) على الأوتومات الموسيقية. يمضي الجزري في وصف التحسينات التي أجراها على عمل أسلافه، ويصف عددًا من الأجهزة والتقنيات والمكونات التي تعد ابتكارات أصلية لا تظهر في الأعمال التي قام بها من سبقوه.

## آليات وطرق
يتمثل الجانب الأكثر أهمية في آلات الجزري في الآليات والمكونات والأفكار والأساليب وميزات التصميم التي يستخدمها.

### عمود الحدبات
في عام 1206 قُدم عمود الحدبات بواسطة الجزري، وهو عمود تتصل به الحدبات، وقد استخدم هذه الآلية في آلاته كالساعات المائية (مثل ساعة الشموع) وآلات رفع المياه. ظهرت الحدبة وعمود الحدبات أيضًا في الآليات الأوروبية من القرن الرابع عشر.

### العمود المرفقي وآلية المرفق المنزلق
استُخدم المقبض المركزي في الحجر الدوار لتشكيل آلية المرفق، والتي انتشرت في أنحاء إسبانيا في القرن الخامس قبل الميلاد. يرجع أول دليل على وجود آلية ذراع التوصيل والمرفق إلى منشرة هيرابوليس في القرن الثالث الميلادي في الإمبراطورية الرومانية. تظهر آلية المرفق أيضًا في منتصف القرن التاسع في العديد من الأجهزة الهيدروليكية التي وصفها إخوة بني موسى في كتابهم للأجهزة المبتكرة.
في عام 1206، ابتكر الجزري العمود المرفق البدائي، والذي دُمج مع آلية مرفق ذارع التوصيل في مضخته ذات الأسطوانة المزدوجة. مثل العمود المرفق الحديث، كانت آلية الجزري تتكون من عجلة تضع العديد من مسامير المرفق في مسار تحركها، وتكون حركة العجلة دائرية وتتحرك المسامير ذهابًا وإيابًا في خط مستقيم. العمود المرفقي الذي وصفه الجزري يحول الحركة الدوارة المستمرة إلى حركة ترددية خطية، وهو أساسي للآلات الحديثة مثل المحرك البخاري ومحرك الاحتراق الداخلي وأدوات التحكم الآلية.
استخدم العمود المرفق بقضيب توصيل في اثنين من آلات رفع المياه: مضخة سلسلة الساقية المدفوعة بآلية المرفق ومضخة شفط المكبس مزدوجة الفعل.

### طرق التصميم والبناء
مؤرخ التكنولوجيا الإنجليزية دونالد هيل كتب ما يلي:

### آلية الهروب في عجلة دوارة
اخترع الجزري طريقة للتحكم في سرعة دوران عجلة باستخدام آلية الهروب.

### الترس القطاعي
الترس القطاعي هو «قطعة لتلقي أو توصيل حركة ترددية من أو إلى عجلة مسننة، تتألف من قطاع من تعشيق التروس الدائري، لها تروس على محيطها أو سطحها».
كتب البروفيسور لين تاونسند وايت:

## آلات رفع المياه

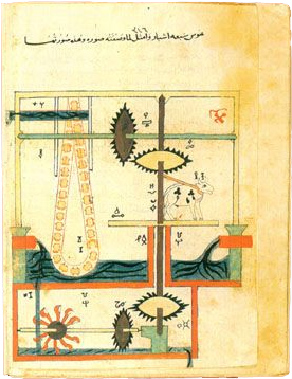
آلة لرفع الماء من تصميم الجزري.

اخترع الجزري خمس آلات لرفع المياه، وكذلك طواحين مائية وعجلات مائية مع حدبات على محورها تستخدم لتشغيل الآلة. كان آلات رفع المياه هذه تحتوي على أهم الأفكار والمكونات.

### مضخات سلسلة الساقية
كان أول استخدام معروف لآلية الموفق داخل مضخة توجد في إحدى ماكينات الساقية التي صنعها الجزري. إن مفهوم تقليل العمل المتقطع تضمنت أولاً في إحدى مضخات الساقية، والتي كانت تهدف إلى زيادة كفاءة مضخة سلسلة الساقية. كما أنشأ الجزري مضخة سلسلة الساقية لجمع المياه التي تُدار بالطاقة الكهرومائية بدلاً من العمل اليدوي. زُودت آلات الساقية -مثل تلك التي وصفها- بالمياه في دمشق منذ القرن الثالث عشر وحتى العصر الحديث، وكانت تستخدم بشكل يومي في جميع أنحاء العالم الإسلامي في العصور الوسطى.

### مضخة شفط مزدوجة الفعل مع الصمامات وحركة المكبس الترددية

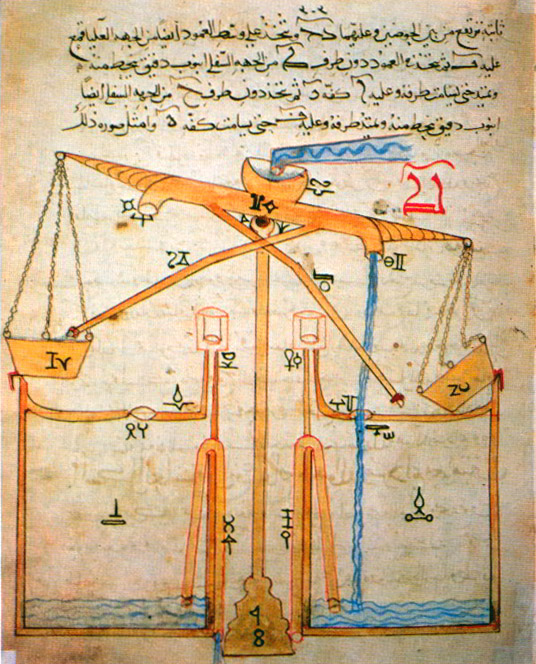
رسم تخطيطي لفلوت دائم يعمل بالطاقة المائية من كتاب «مَعْرِفَة اَلْأَجْهِزَةِ اَلْمِيكَانِيكِيَّةِ اَلْمُبْتَكَرَةِ» للجزري عام 1206م.

استشهادًا بالسيفون البيزنطي المستخدم في تصريف النار اليونانية كمصدر إلهام، مضى الجزري لوصف أنابيب الشفط الأولى ومضخة الشفط والمضخة مزدوجة الفعل، واستخدم الطرق القديمة للصمامات وآلية ربط العمود المرفقي عندما اخترع مضخة شفط مكبس مزدوجة الترددية. شُغلت هذه المضخة بواسطة عجلة مائية والتي تعمل من خلال نظام التروس على فتحه قضيب التذبذب الذي تعلق عليه قضبان مكابس. تعمل المكابس في أسطوانات معاكسة أفقياً، وتُزود كل منها بأنابيب الشفط التي تديرها الصمامات، كما تُوصل أنابيب التوصيل فوق مركز الماكينة لتشكيل مخرج واحد في نظام الري. كان لآلة رفع المياه هذه أهمية مباشرة لتطوير الهندسة الحديثة.
هذه المضخة رائعة لثلاثة أسباب:
- أول استخدام معروف لأنبوب الشفط الحقيقي (الذي يمتص السوائل في فراغ جزئي) في المضخة.
- أول تطبيق لمبدأ التمثيل المزدوج.
- تحويل الحركة الدوارة إلى حركة ترددية.

يمكن لمضخة مكبس شفط الجزري رفع 13.6 متر من الماء بمساعدة أنابيب التوصيل. كان هذا أكثر تطوراً من مضخات الشفط التي ظهرت في أوروبا في القرن الخامس عشر، والتي كانت تفتقر إلى أنابيب التوصيل.

### شبكة توزيع المياه
طور الجزري أول نظام لإمداد المياه ليُدار بواسطة التروس والطاقة الكهرومائية، والذي بُني في دمشق في القرن الثالث عشر لتزويد المساجد ومستشفيات بيمارستان بالمياه.

## الساعات
صنع الجزري مجموعة متنوعة من الساعات المائية والساعات الشمعية. تضمنت هذه الساعات ساعة محمولة تعمل بالكهرباء والتي كان ارتفاعها مترًا ونصف المتر، وأعيد صُنعها بنجاح في متحف العلوم في عام 1976. اخترع الجزري أيضًا ساعات فلكية ضخمة تعمل بالمياه، وكانت تعرض نماذج متحركة الشمس والقمر والنجوم.

### الساعات الشمعية

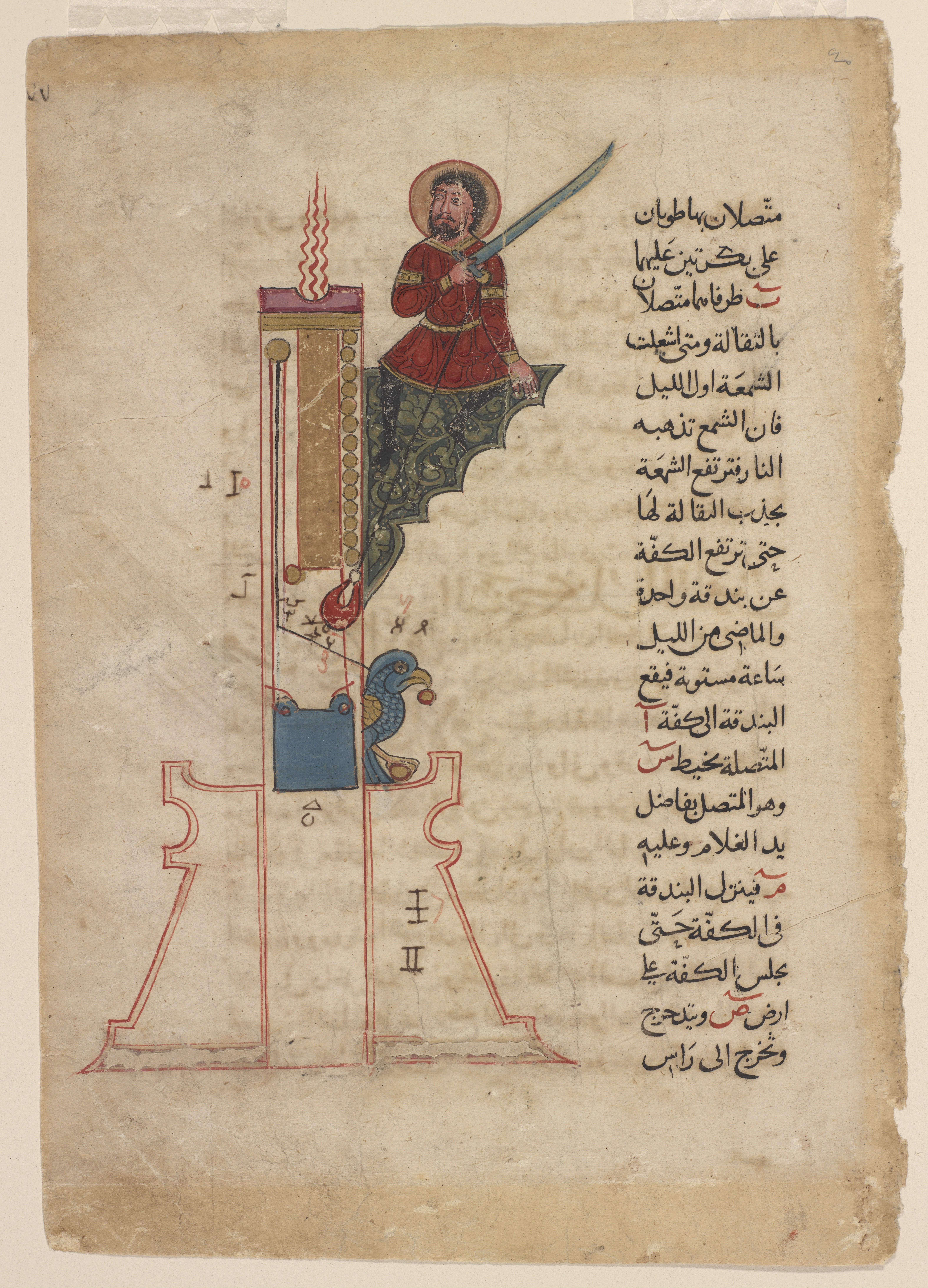
ساعة شمعية؛ من اختراعات الجزري في كتاب معرفة الحيل الهندسية.

وفقًا لدونالد هيل، وصف الجزري ساعات الشموع الأكثر تطوراً المعروفة حتى الآن، كما وصف هيل إحدى الساعات الشمعية للجزري على النحو التالي:
«كانت الشمعة -التي كان معدل حرقها معروفًا- في الجهة السفلية من الغطاء، ويمرر الفتيل عبر الفتحة. يُجمع الشمع ويمكن إزالته بشكل دوري حتى لا يتداخل مع الحرق المستمر. توجد قاع الشمعة في طبق ضحل له حلقة على جانبه متصلة عبر البكرات بوزن موازن. عندما تحترق الشمعة، يدفعها الوزن للأعلى بسرعة ثابتة تشغل تلك الآلية الذاتية من الطبق في أسفل الشمعة. لا توجد ساعات شمعة أخرى معروفة تحمل هذا التطور.»
اشتملت الساعة الشمعية على مؤشر لعرض الوقت، واستخدمت آلية تجهيز حربة لأول مرة، وهي آلية تثبيت ما زالت تستخدم في العصر الحديث.

### ساعة الفيل

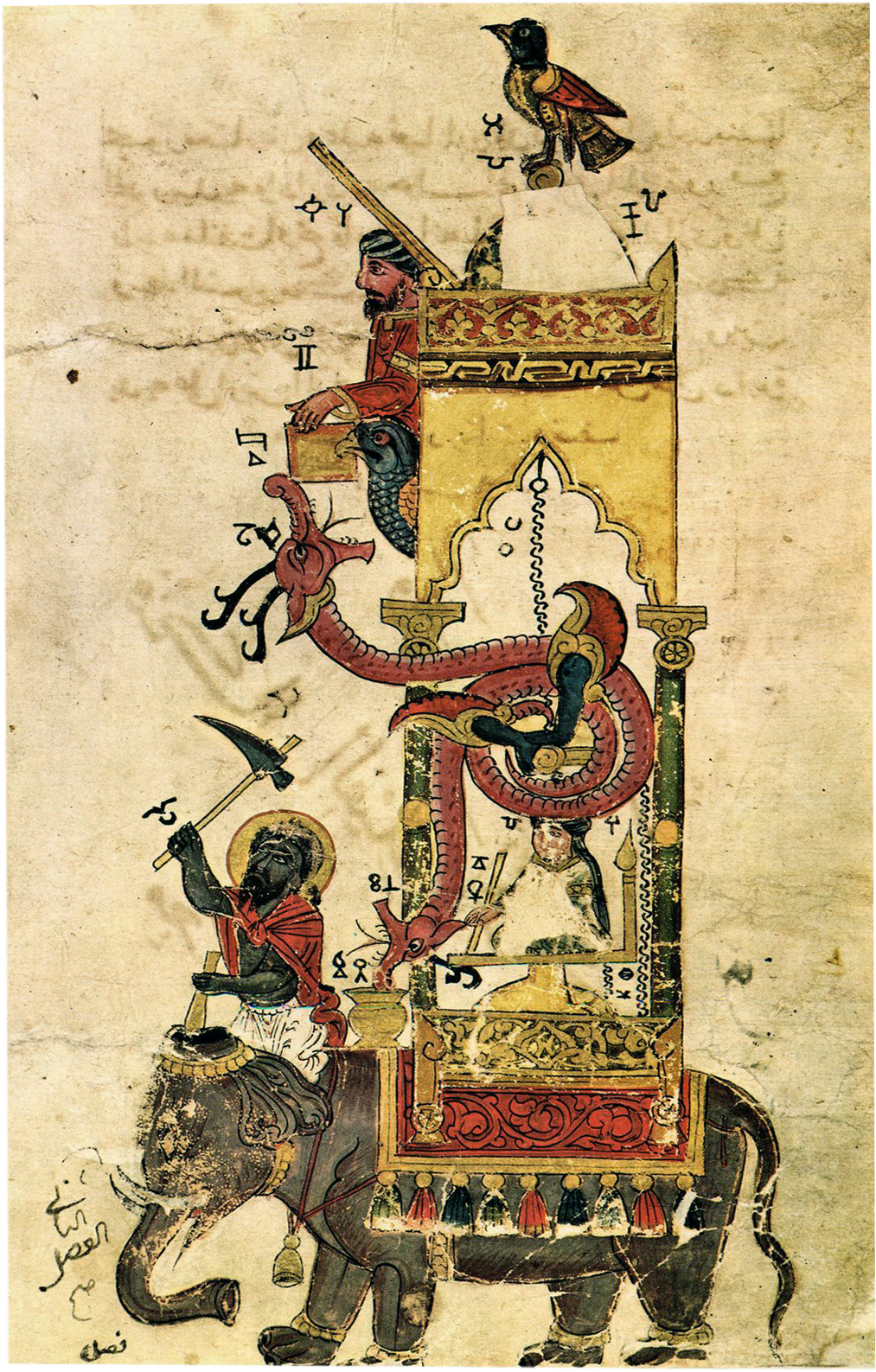
ساعة الفيل كان واحداً من أعظم اختراعات الجزري وأكثرها شهرة.

تتميز ساعة الفيل التي وصفها الجزري في عام 1206 بالعديد من الابتكارات. كانت هذه الساعة الأولى التي تفاعل فيها الأوتوماتون بعد فواصل زمنية معينة (في هذه الحالة، روبوت بشري يصيب الصنج والطيور الروبوتية الميكانيكية) وأول ساعة مائية تسجل بدقة مرور الساعات الزمنية لتتوافق مع طول غير متساو من أيام طوال العام.

### ساعة القلعة

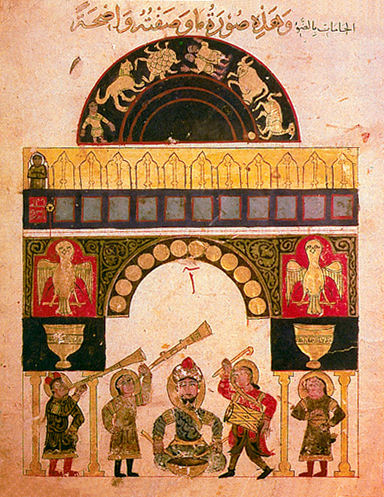
ساعة القلعة من اختراعات الجزري، رسم من القرن الرابع عشر.

كانت ساعة القلعة أكبر ساعة فلكية للجزري، حيث كانت عبارة عن جهاز معقد يبلغ ارتفاعه حوالي 11 قدمًا (3.4 متر)، وكان له وظائف متعددة إلى جانب ضبط الوقت. تضمنت عرضًا للبروج والمدارات الشمسية والقمرية، وكان للجهاز أيضَا ميزة مبتكرة حيث يوجد مؤشر على شكل هلال القمر الذي يتحرك عبر الجزء العلوي من البوابة ويُنقل بواسطة عربة خفية ليتسبب في فتح أبواب أوتوماتيكية ليكشف كل باب عن عارضة أزياء، كل ساعة. ميزة مبتكرة أخرى هي القدرة على إعادة برمجة طول النهار والليل من أجل حساب التغييرات التي طرأت على مدار العام.
ميزة أخرى للجهاز هي خمسة موسيقيين أوتوماتيين يقومون بتشغيل الموسيقى تلقائيًا عندما تنقلهم رافعات تُشغل بواسطة عمود الحدبات المخفي المرفق بعجلة مائية. تضمنت المكونات الأخرى لساعة القلعة خزانًا رئيسيًا مع عوامة، وحوض وصمامات، وبكرتين، وقرص هلالي يعرض البروج، واثنان من كرات الصقر تسقط في المزهريات. تعتبر ساعة القلعة للجزري أول كمبيوتر تمثيلي قابل للبرمجة.

## من أعماله
كان الجزري يجمع بين العلم والعمل والتحريض عليه ويمثل وصفه للآلات وصف مهندس مخترع مبدع عالم بالعلوم النظرية والعلمية، ومن أهم تصاميمه:
- مضخة ذات أسطوانتين متقابلتين، وهي تقابل حاليا المضخات الماصة والكابسة.
- نواعير رفع الماء عن طريق الاستفادة من الطاقة المتوفرة في التيار الجاري في الأنهار.
- مضخة الزنجير والدلاء: هي نوع من آلات السقوط وهذه الآلات تعطي مردودا حركيا بفضل سقوط الماء على المغارف ومثل هذه الآلات تحتاج عادة إلى رفع منسوب الماء عن طريق سدود أو مصادر مائية أخرى.
- صناعة آلات ذاتية الحركة عاملة بالماء وساعات مائية وآلات هيدروليكية ابتكرها علماء مسلمون وطورها الجزري.
- وصف لعدد من الآلات الميكانيكية المختلفة من ضاغطة، ورافعة، وناقلة، ومحركة. كما أنه وصف بالتفصيل تركيب الساعات الدقيقة التي أخذت اسمها من الشكل الخاص الذي يظهر فوقها: ساعة القرد، وساعة الفيل، وساعة الرامي البارع، وساعة الكاتب، وساعة الطبال، إلخ. وتعتبر ساعة الفيل الضخمة أهم اختراعاته ومصدر عزه وفخره.

ويذكر دونالد هيل بأن الجزري صنع ساعات مائية وساعات تتحرك بفتائل القناديل وآلات قياس ونوافير وآلات موسيقية وأخرى لرفع المياه. كما صنع إبريقاً جعل غطاءه على شكل طير يصفر عند استعماله لفترة قصيرة قبل أن ينزل الماء. كما ذكر ألدو مييلي أن الجزري صنع ساعة مائية لها ذراعان تشيران إلى الوقت.

## فضله

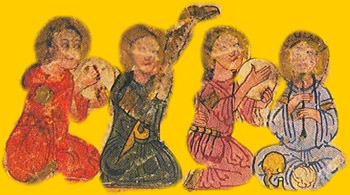
رسم لـ آلة موسيقية من اختراعات الجزري "الذي كان له شغف في الموسيقى".

كان علم الجزري أحد أسس النهضة العلمية في الحضارة العربية الإسلامية التي انتقلت فيما بعد إلى أوروبا. فقد اعترف العالم لين وايت والكثير من علماء الغرب أن الكثير من تصاميم الآلات التي ابتكرها الجزري قد نقلت إلى أوروبا، وأن التروس القطعية ظهرت لأول مرة في مؤلفات الجزري، وأنها لم تظهر في أوروبا إلا بعد الجزري بقرنين في ساعة جيوفاني دوندي الفلكية. كما كان الجزري أول من تحدث عن ذراع الكرنك. كما ابتكر الجزري آلات رفع المياه، واستخدم الكرات المعدنية للإشارة إلى الوقت في الساعات المائية.
تكمن أهمية تصاميم الجزري بأن كافة آلات رفع الماء المعقدة ذات الزنجير والدلاء الموضوعة قبل زمانه كانت تدور بقوة دفع الحيوانات وليس بقوة الماء وهو الذي وضع أساس الاستفادة من الطاقة الكامنة للمياه بشكل عملي.

## مؤلفاته
يعدّ كتاب الجامع بين العلم والعمل النافع في صناعة الحيل أهم كتب الجزري. وقد كلفه بتصنيفه الملك ناصر الدين محمود بن محمد بن قرا أحد سلاطين بنى أرتق في ديار بكر، أيام الخليفة العباسي أبو العباس أحمد الناصر لدين الله سنة 1181 م. وقد أتم كتابته سنة (1206 م)، أي أن الكتاب كان نتيجة عمل دام خمسا وعشرين سنة من الدراسة والبحث. في هذا العمل قدم الجزري عددا كبيرا من التصاميم والوسائل الميكانيكية، إذ قام بتصنيف الآلات في ست فئات حسب الاستخدام وطريقة الصنع، وكانت هذه أساسا للتصنيفات الأوروبية في عصر النهضة. وفي الكتاب دراساته وأبحاثه في الساعات، والفوارات المائية، والآلات الرافعة للماء والأثقال. ويعد الكتاب «أروع ما كتب في القرون الوسطى عن الآلات الميكانيكية والهيدروليكية». وقد أبهرت اختراعاته المهندسين على مر العصور وكتبه مترجمة إلى عدة لغات.
توجد نسخ من كتاب الجزري في عدد من المتاحف العالمية كالباب العالي في إسطنبول ومتحف الفنون الجميلة في بوسطن ومتحف اللوفر في فرنسا ومكتبة جامعة أوكسفورد. اشتهر الكتاب كثيراً في الغرب، وقام بترجمة بعض فصوله إلى الألمانية كل من فيدمان (بالألمانية: Wiedmann) وهاوسر (بالألمانية: Hawser) في الربع الأول من القرن العشرين. كما ترجمه إلى الإنجليزية دونالد هيل (بالإنجليزية: Hill)‏ المتخصص في تاريخ التكنولوجيا العربية. وقد أصدر معهد التراث العلمي العربي في حلب بسورية، سنة 1979 م النص العربي، بعد أن قام بمراجعته وتحقيقه أحمد يوسف الحسن.

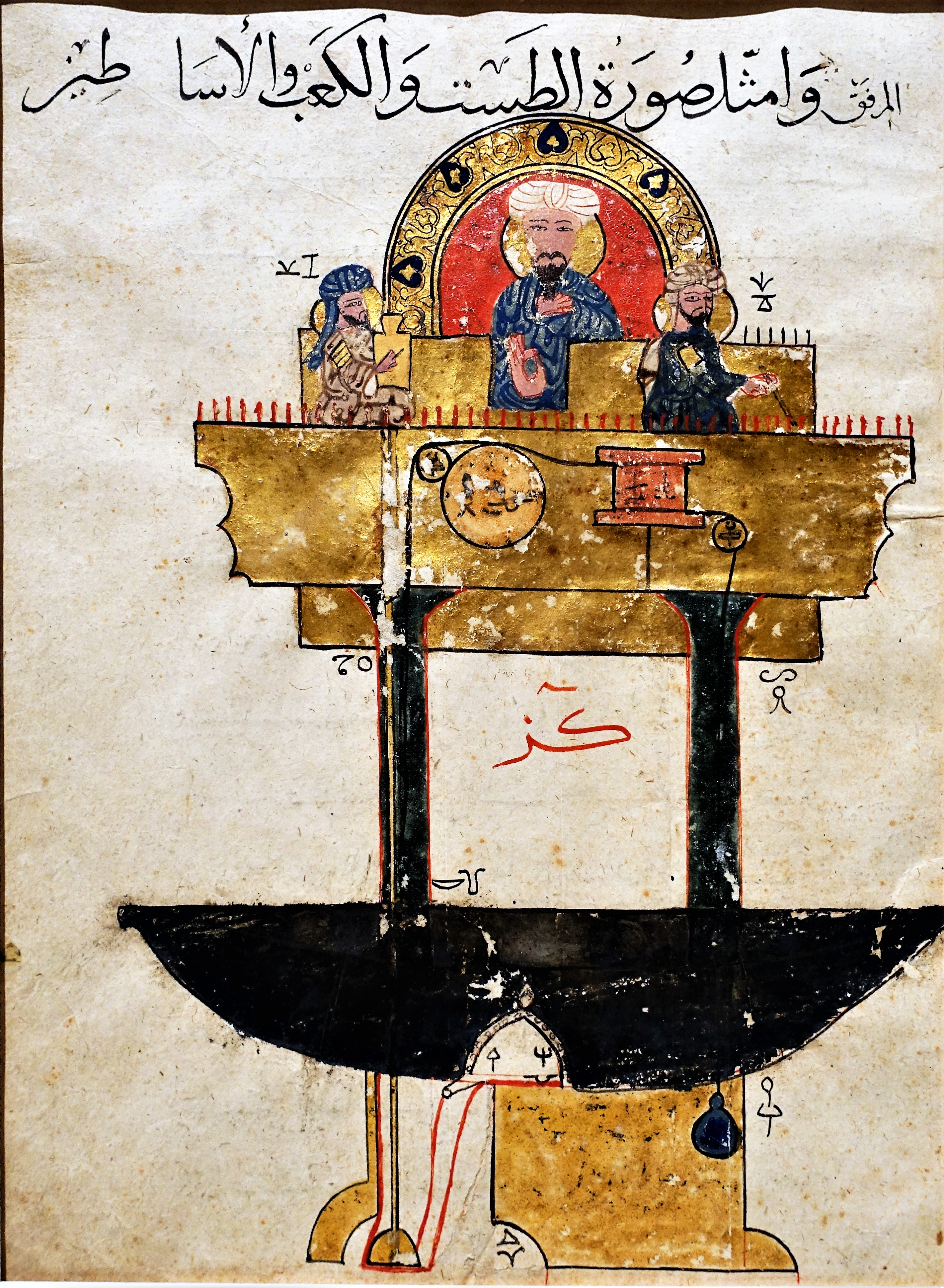
آلة تُستعمل لقياس ضغط الدم
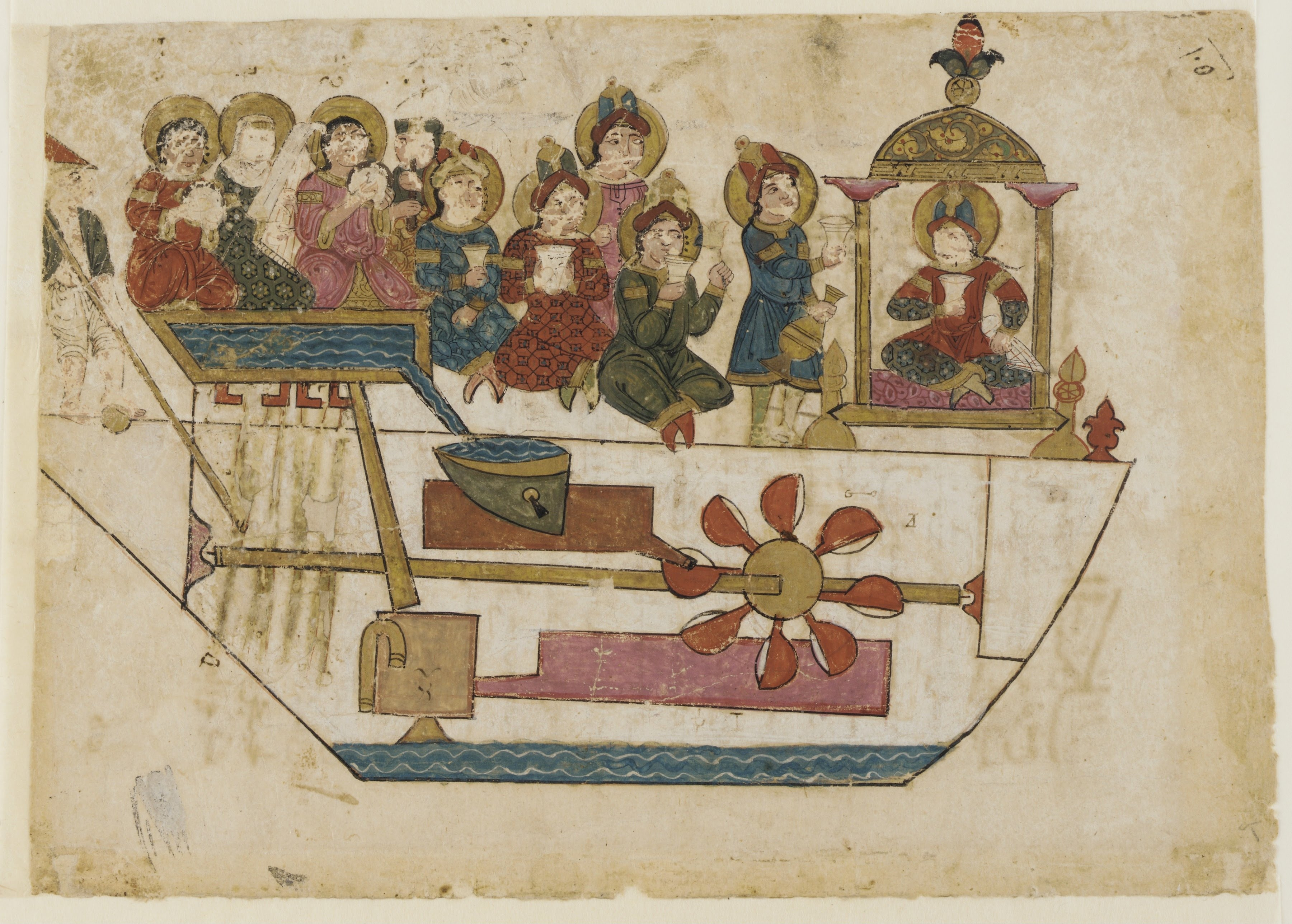
لعبة موسيقية
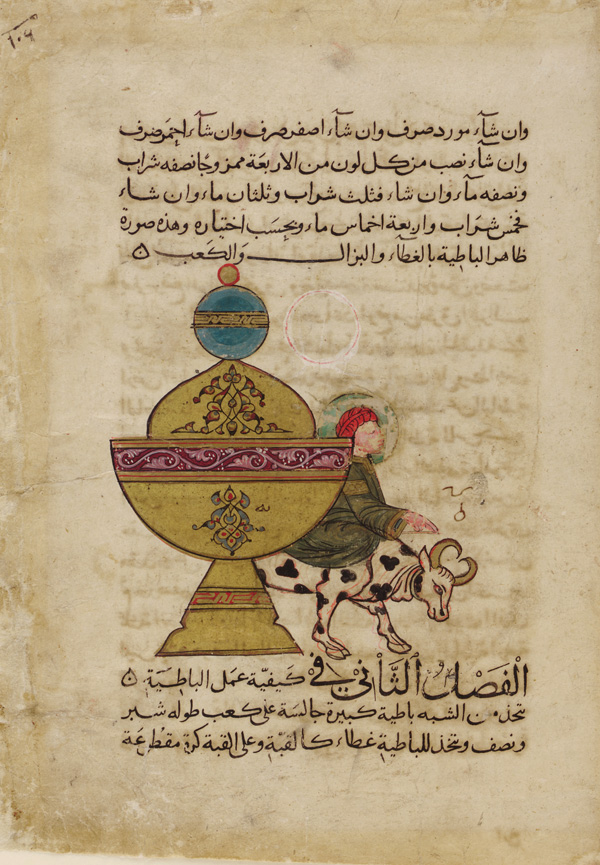
جهاز ألي مجدول
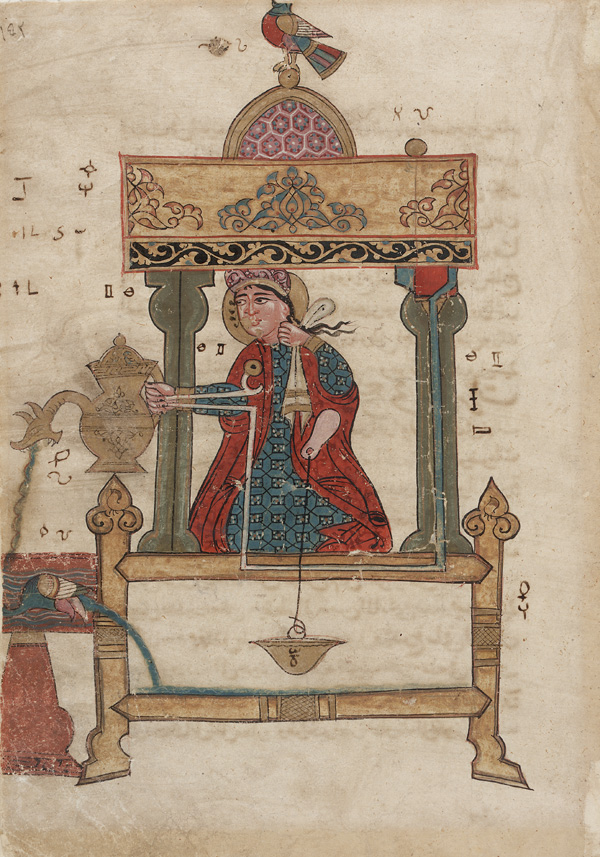
غاسل يدين مجدول
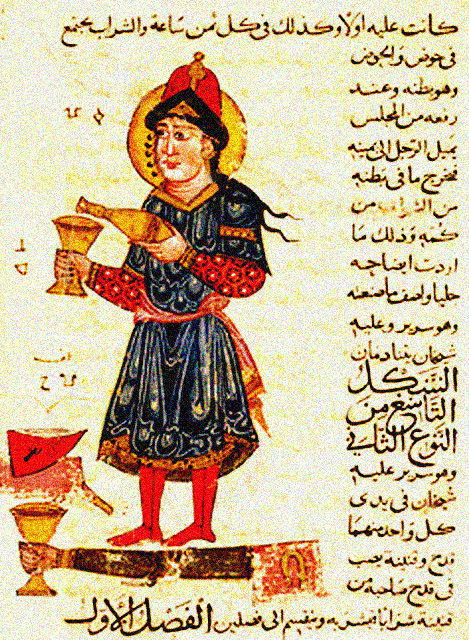
روبوت هيدروليكي يُستعمل لسكب الشراب
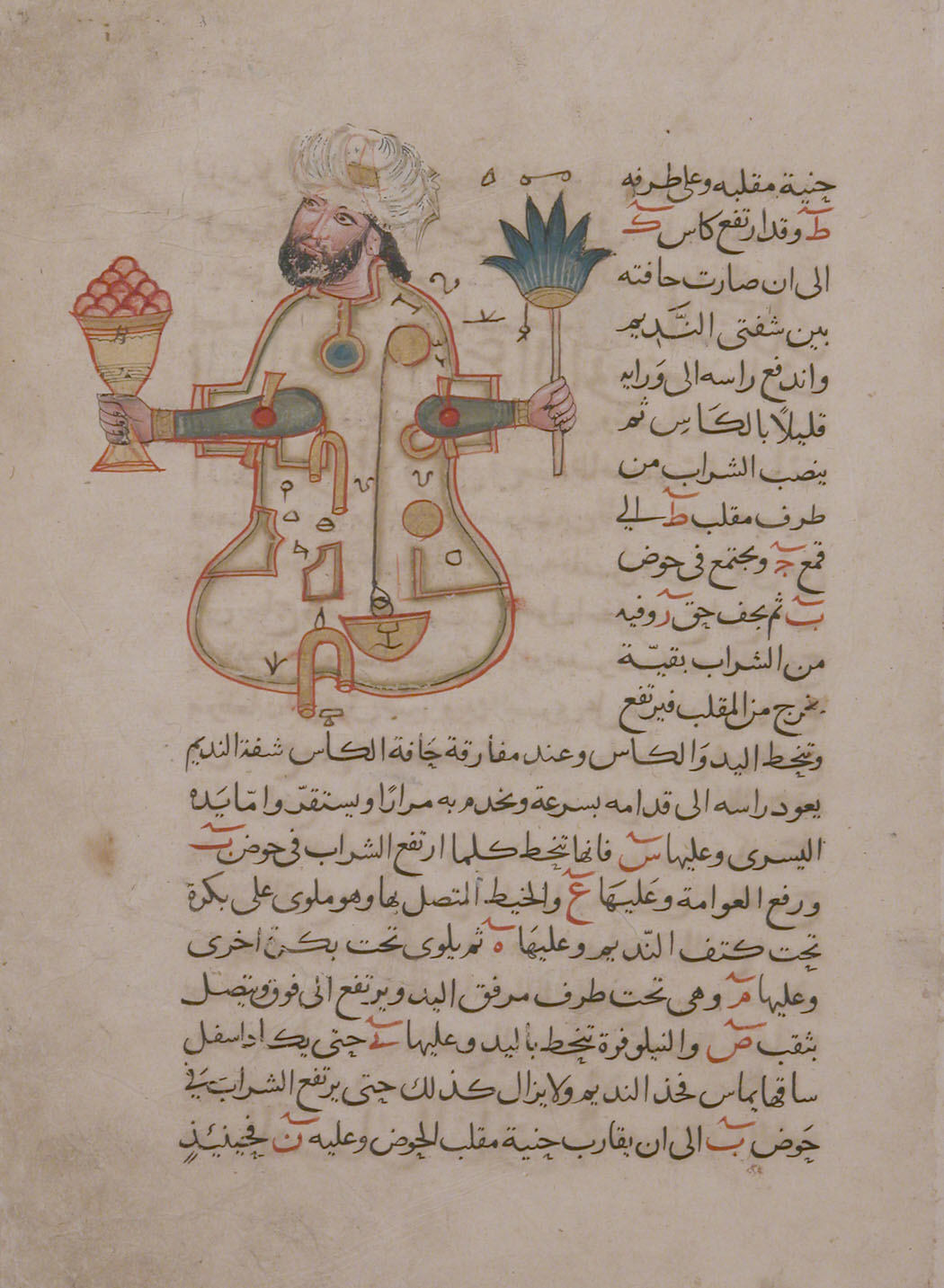
مثال أخر على الروبوت الهايدروليكي
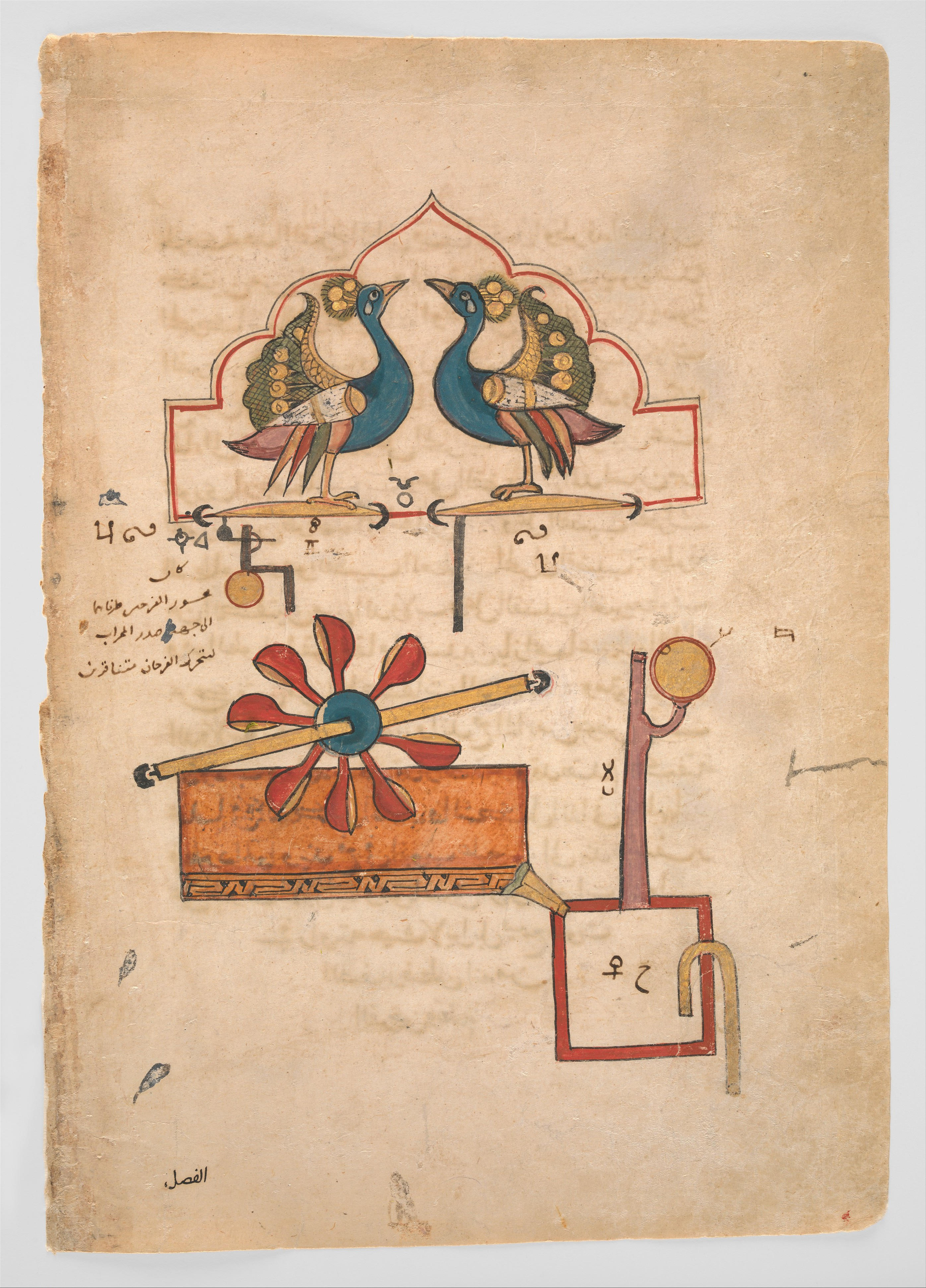
ساعة طاووس هايدروليكية
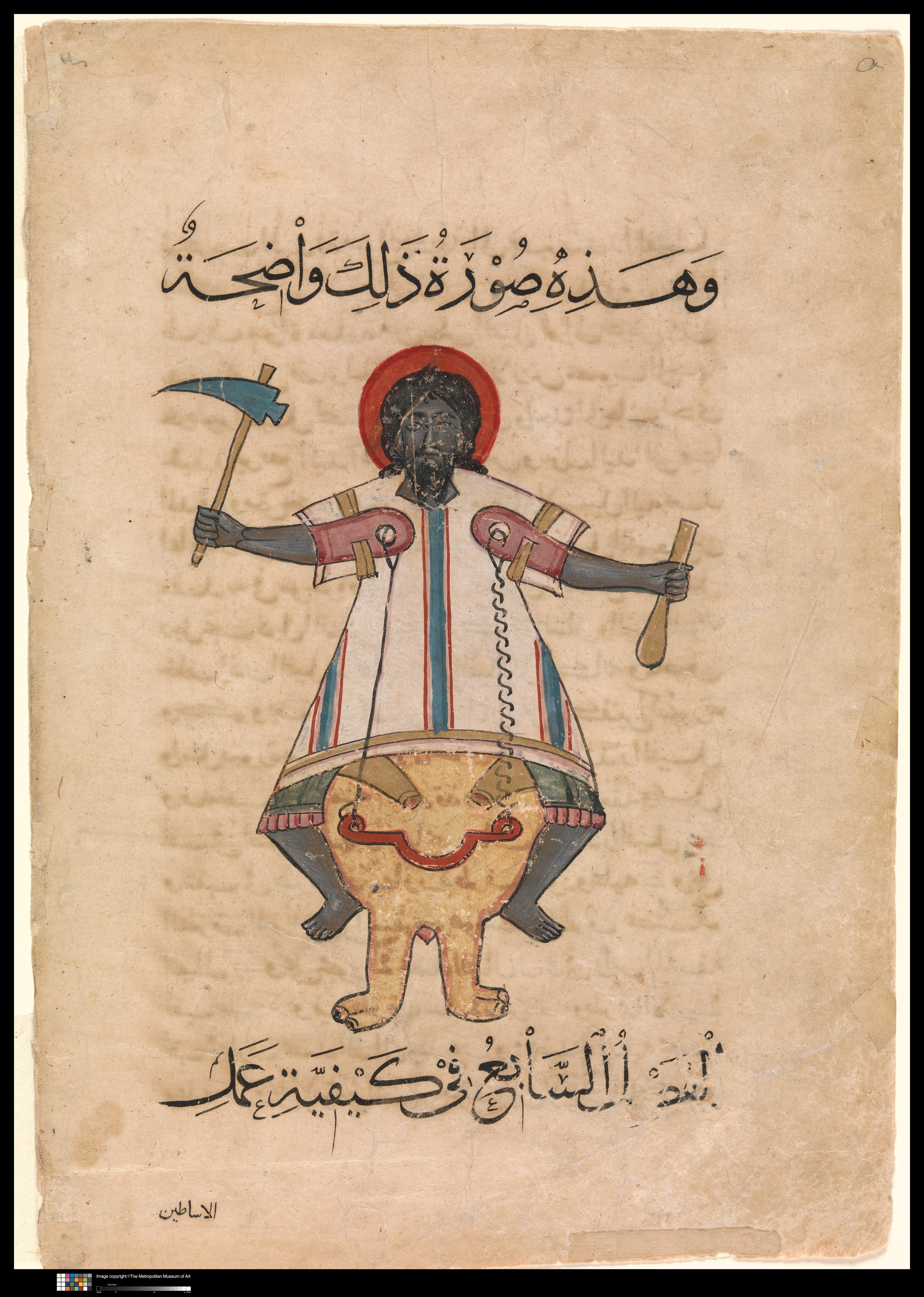
ساعة فيل يقودها رجل
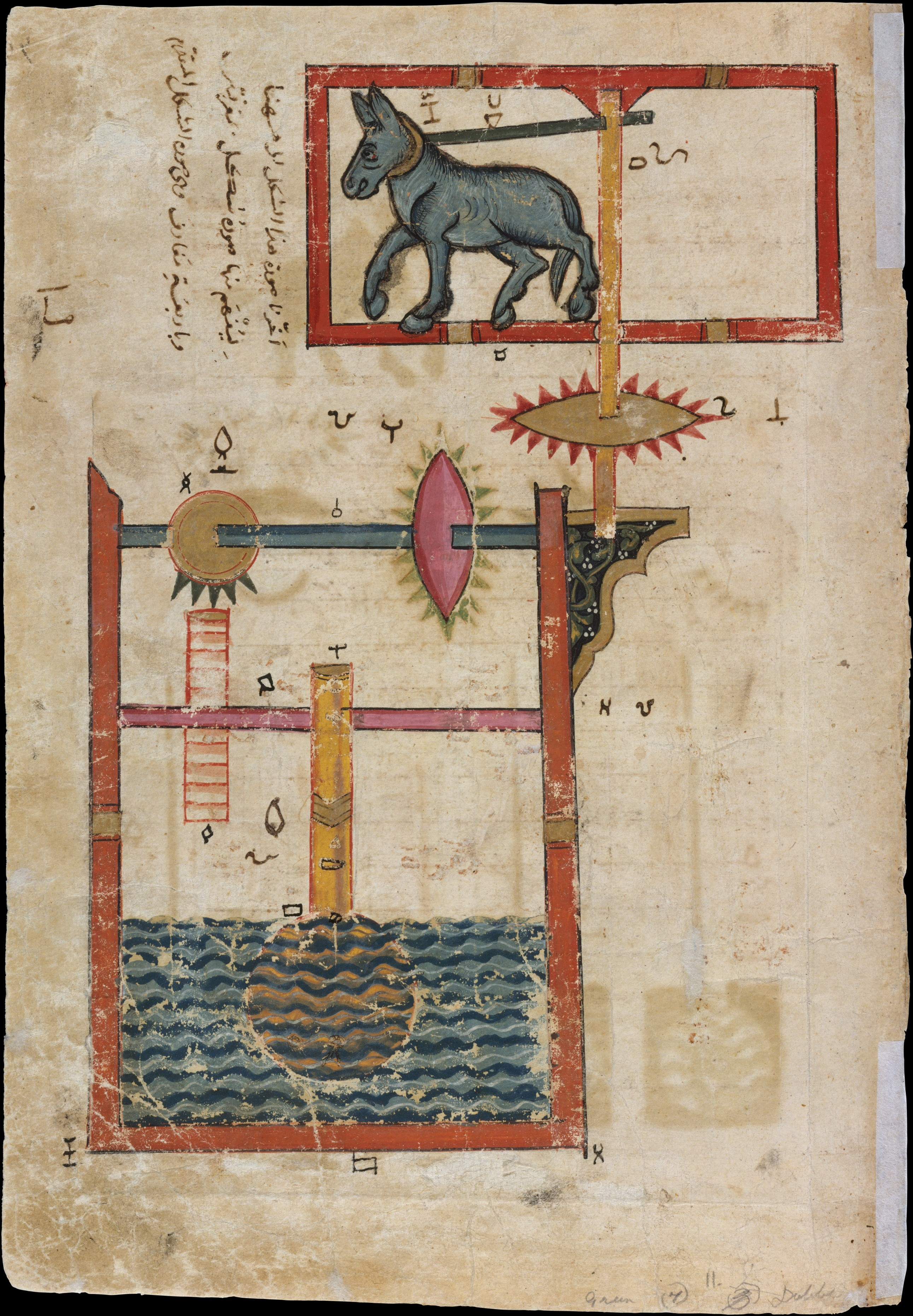
عجله هايدروليكية تعمل من خلال حركة يُولدها حمار
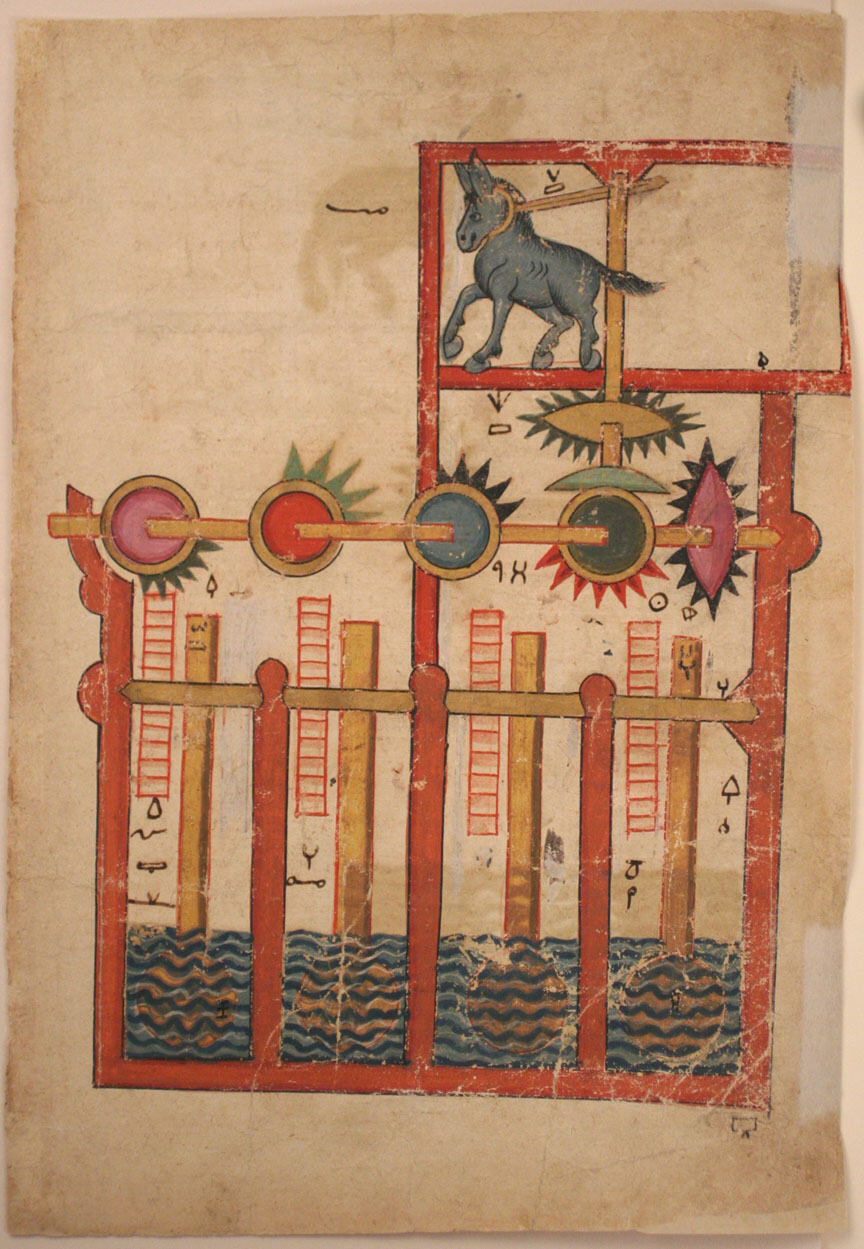
مثال أخر على عجلة الحمار
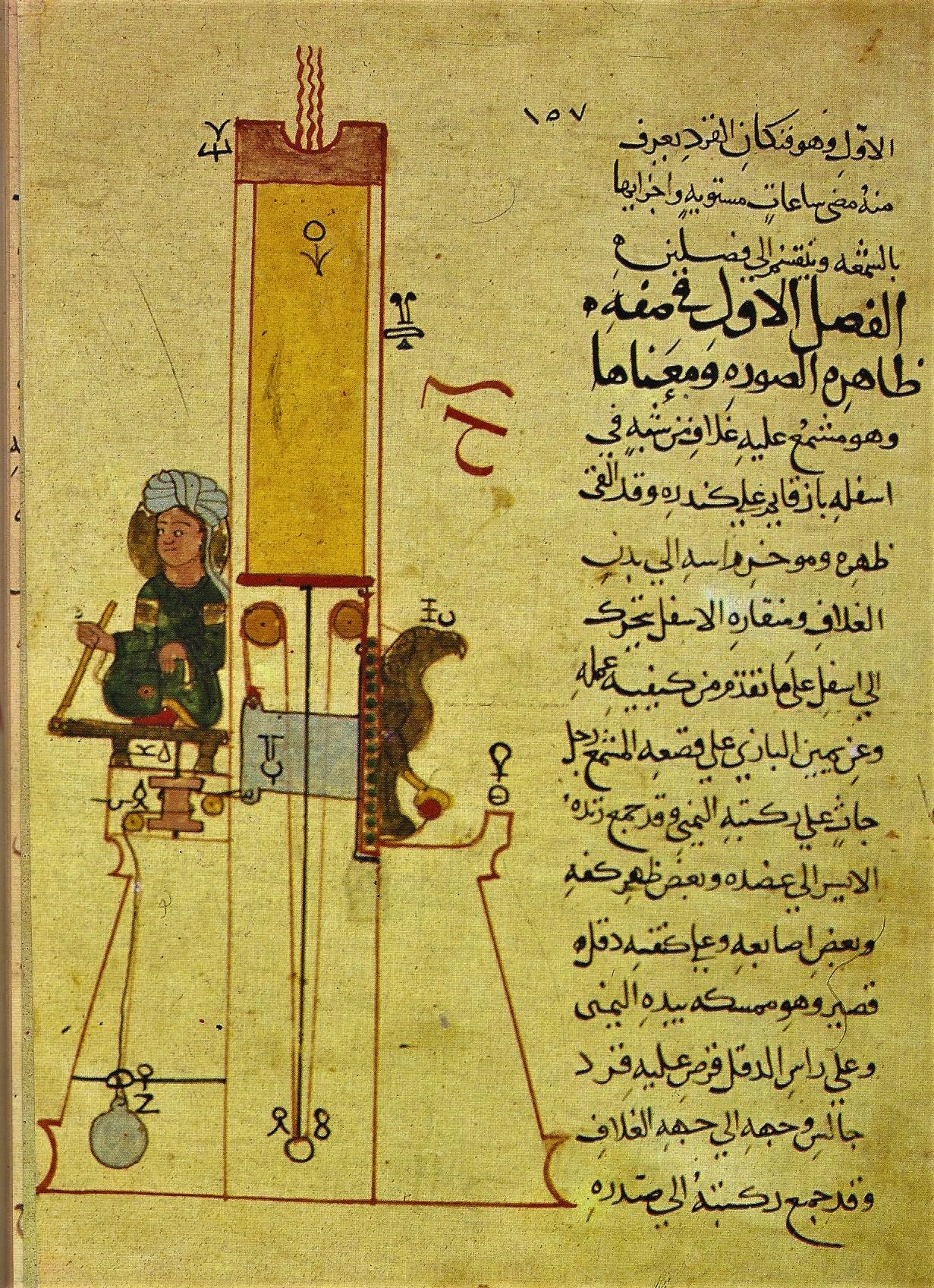
ساعة شمعية
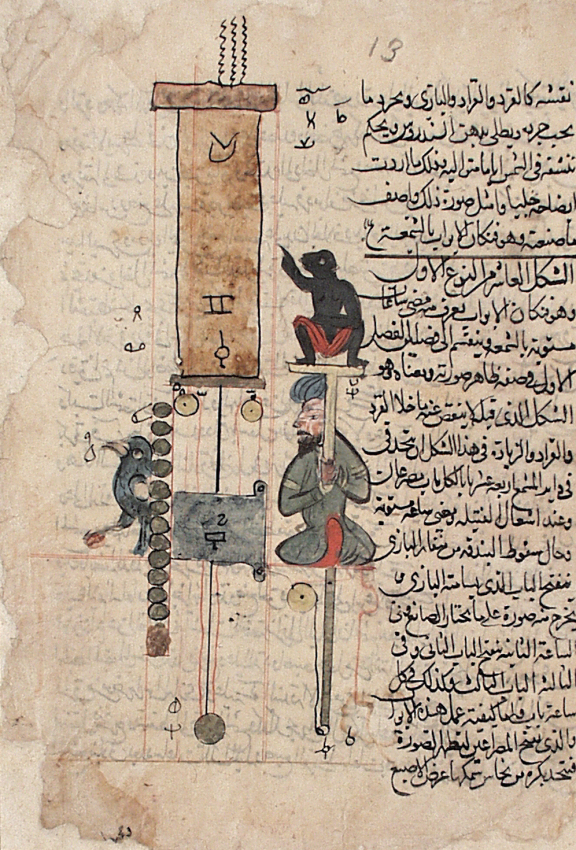
مثال اخر على الساعة الشمعية
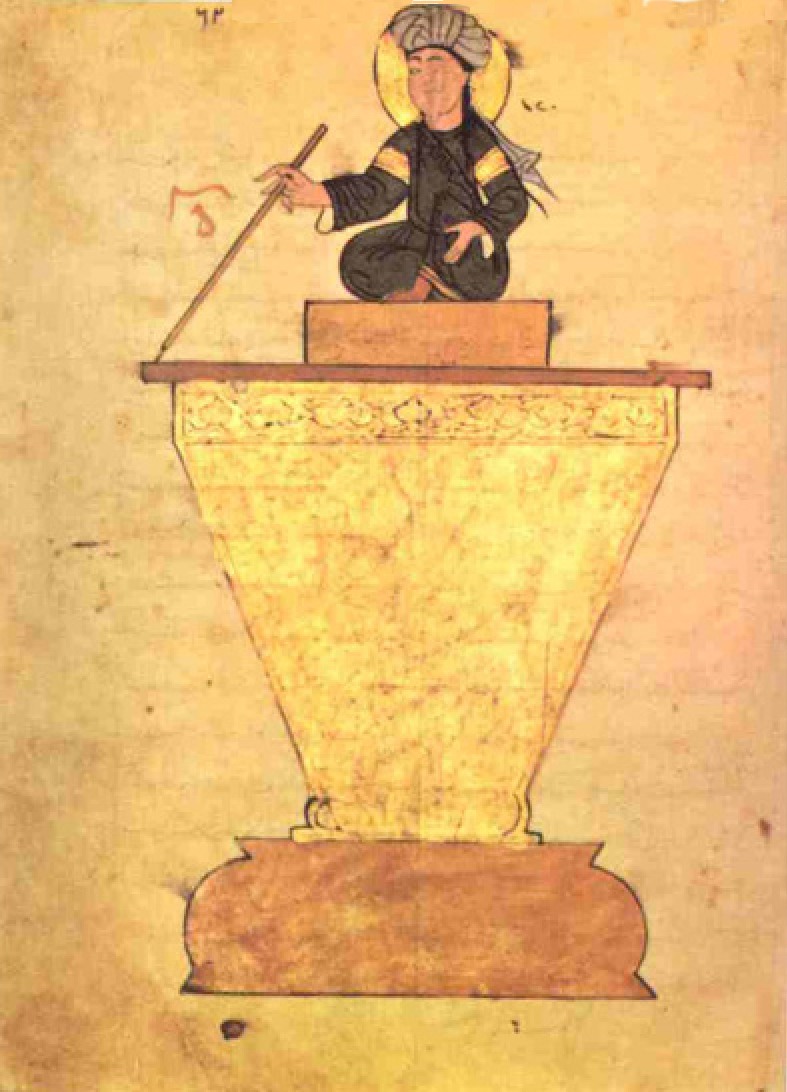
ساعة هايدروليكية
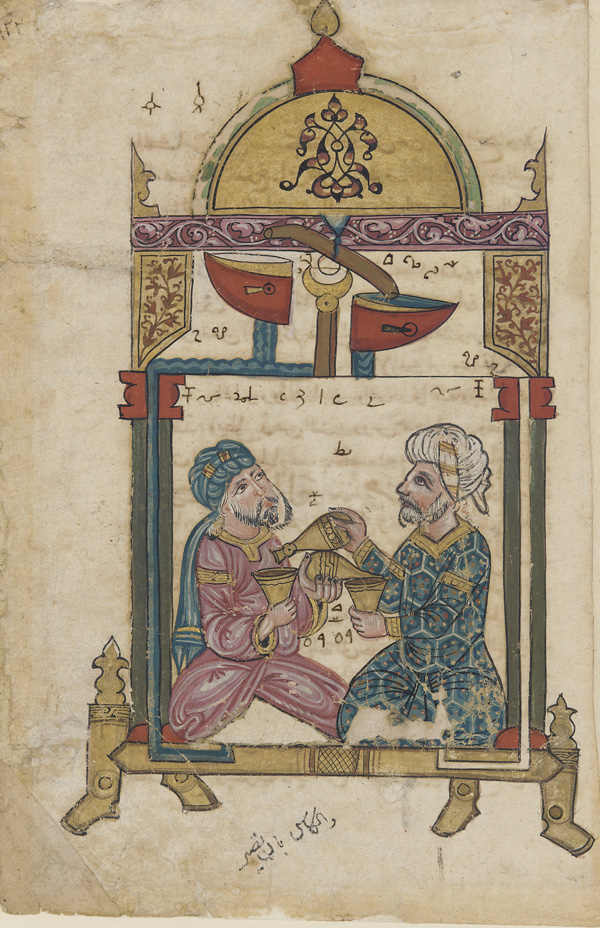
آلة ميكانيكية تُستعمل لسكب الشراب
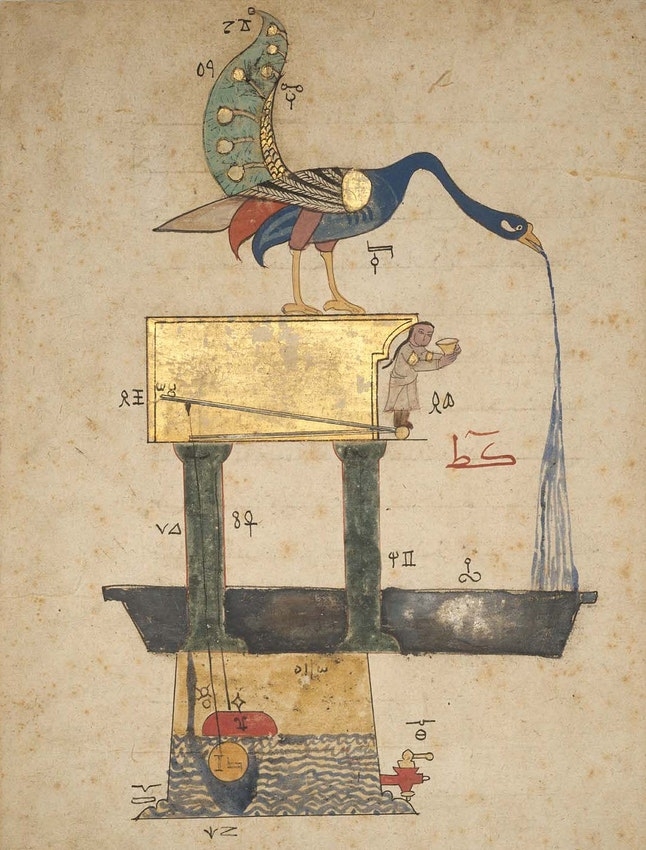
نافورة طاووس هايدروليكية
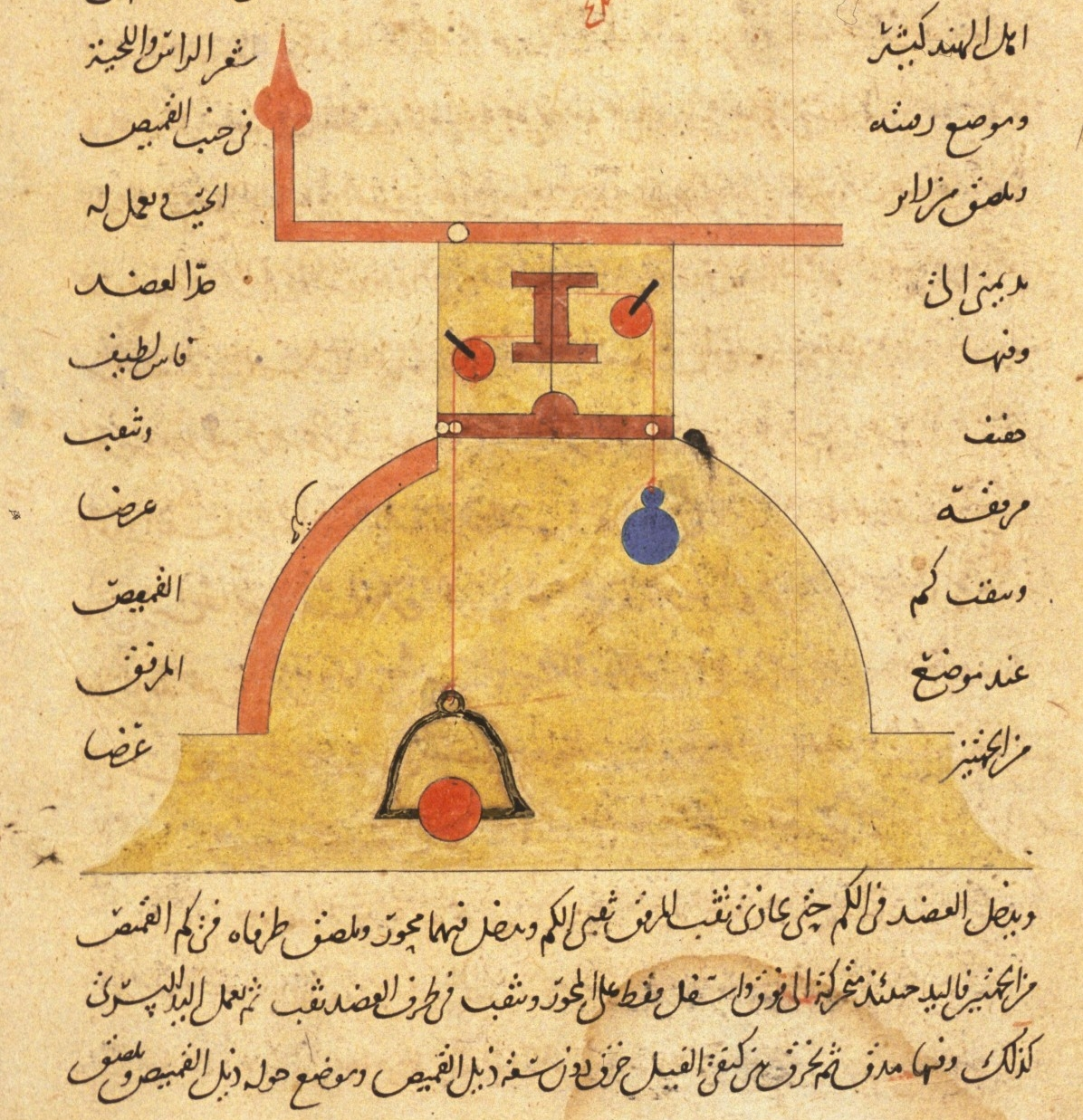
ميزان ميكانيكي
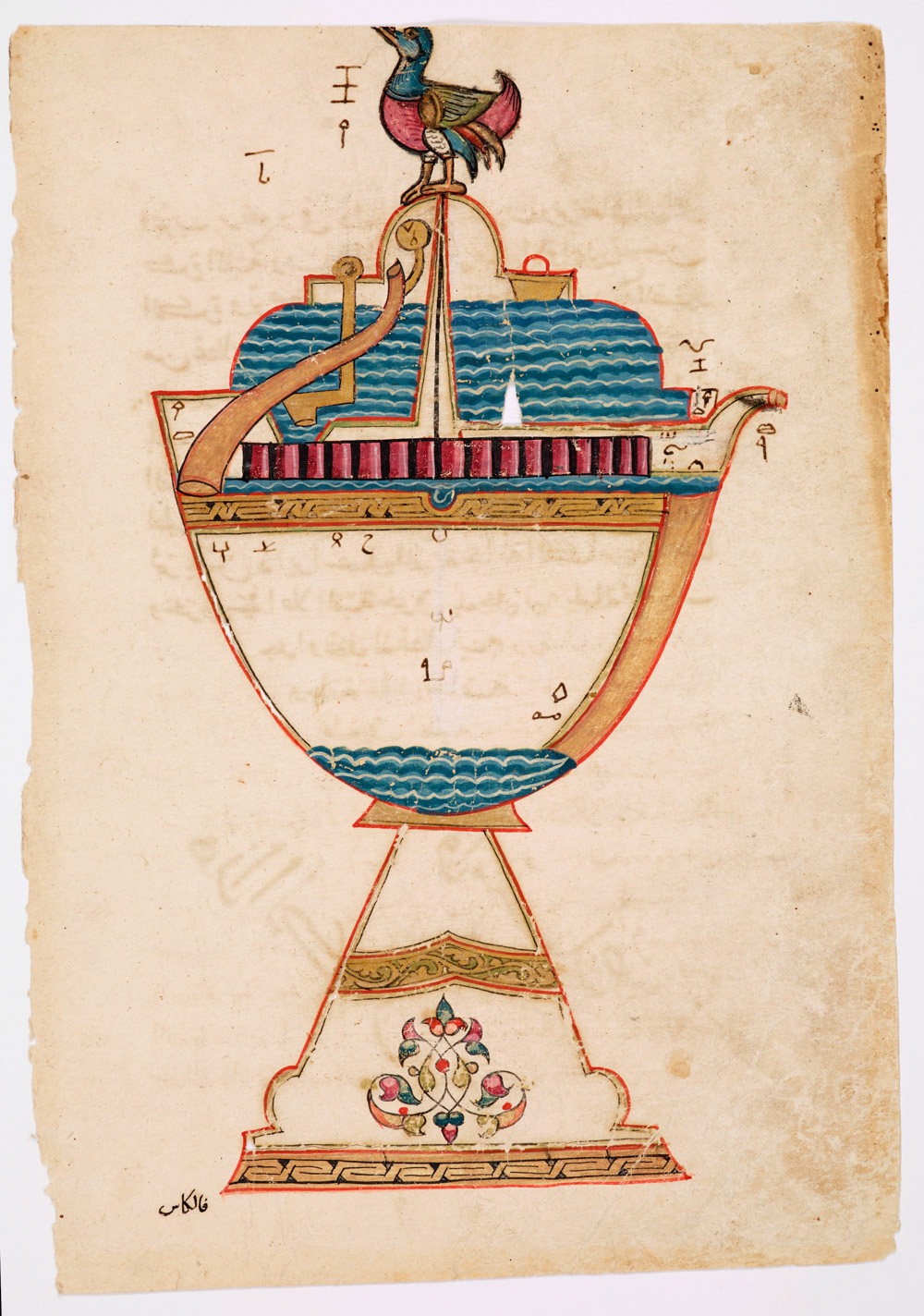
آلة مجهولة الوظيفة

## روابط خارجية
- الجزري على موقع الموسوعة البريطانية (الإنجليزية)